# Tobołów (szczyt)
Tobołów (993 m) – niewybitny szczyt w Gorcach. Znajduje się w bocznym grzbiecie odchodzącym od Obidowca na północ. Zachodnie stoki opadają do doliny Porębianki, wschodnie do Koninki. Są porośnięte lasem, ale w partiach szczytowych znajdują się trzy widokowe polany: Jaworzyna, Tobołów i Starmaszka. W północno-zachodnim kierunku odchodzi od Tobołowa krótki i zalesiony grzbiet z wierzchołkiem Podtobołczyk. Dawniej znajdowała się na nim polana Galaska, jeszcze zaznaczana na niektórych mapach. Na polanie Tobołów znajduje się górna stacja kolei krzesełkowej „Tobołów” z Koninek oraz bufet turystyczny. Zamontowana przez Gorczański Park Narodowy tablica przedstawia panoramę szczytów, jakie możemy oglądać z tej polany. Tutaj też ma swój początek ścieżka edukacyjna „Wokół doliny Poręby”.
Na polanie Starmaszka (zbocza wschodnie pomiędzy Tobołowem a Suchorą) znajdują się wyciągi narciarskie oraz czynny zimą bufet dla narciarzy. Ostatnio Tobołów stał się jednym z ośrodków kolarstwa górskiego w Polsce. Na stokach Tobołowa i Tobołczyka poprowadzono kilka tras zjazdowych dla kolarzy górskich, którzy tutaj trenują m.in. zjazd na szybkość (freeride). Na trasach zamontowano drewniane pomosty do skoków, są naturalne terenowe „hopki” i inne typowe dla tego sportu terenowe przeszkody. Kolej krzesełkowa przewozi w górę również kolarzy z rowerami.
Tobołów znajduje się w granicach wsi Poręba Wielka w województwie małopolskim, w powiecie limanowskim, w gminie Niedźwiedź.

## Szlak turystyczny
Koninki – Jaworzyna (Porębska) – Tobołów – Starmaszka – Suchora – Obidowiec. Odległość 4,1 km, suma podejść 610 m, suma zejść 40 m, czas przejścia 1:50 godz., ↓ 1:10 godz.

## Galeria

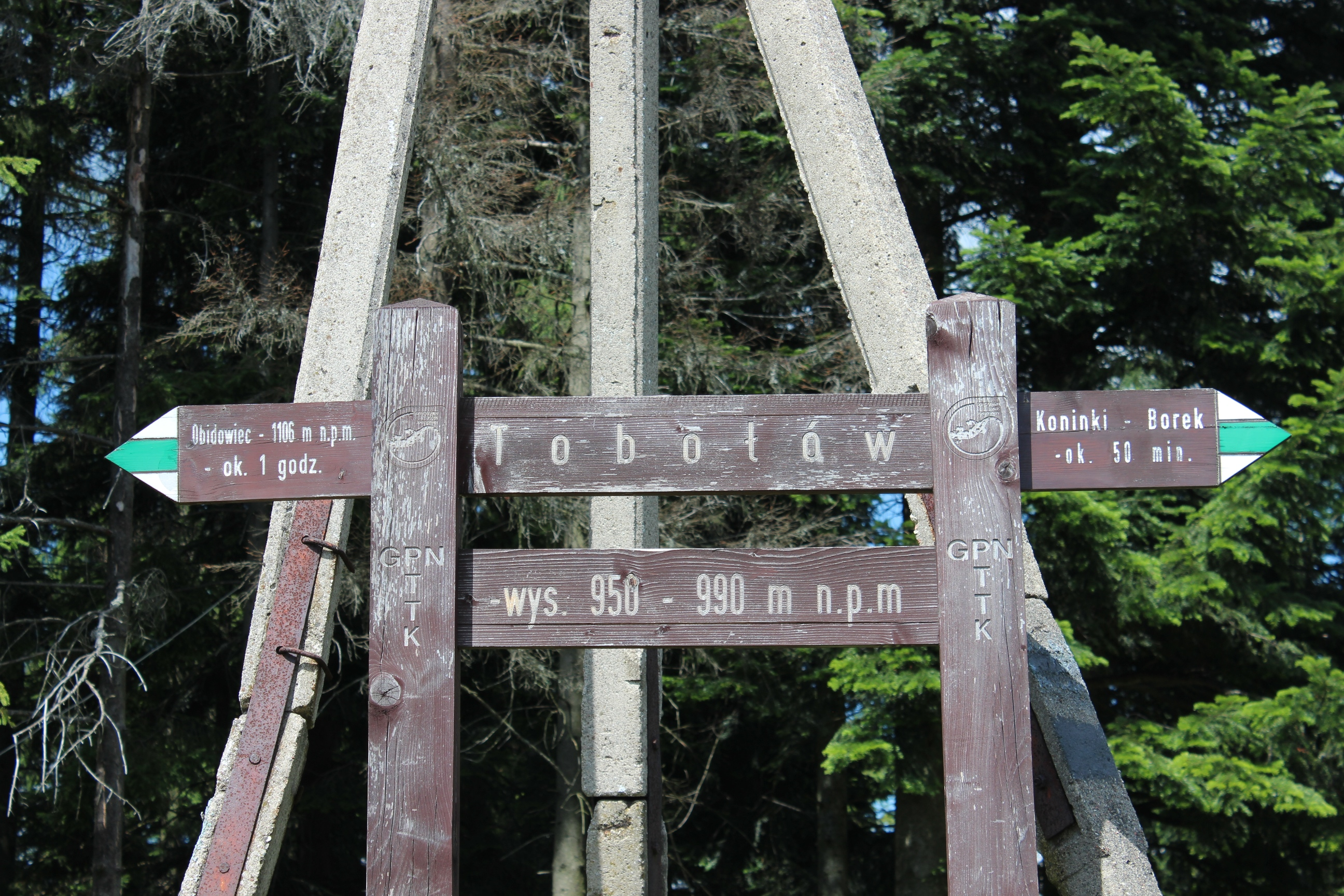
Drogowskaz turystyczny z oznaczeniem szczytu
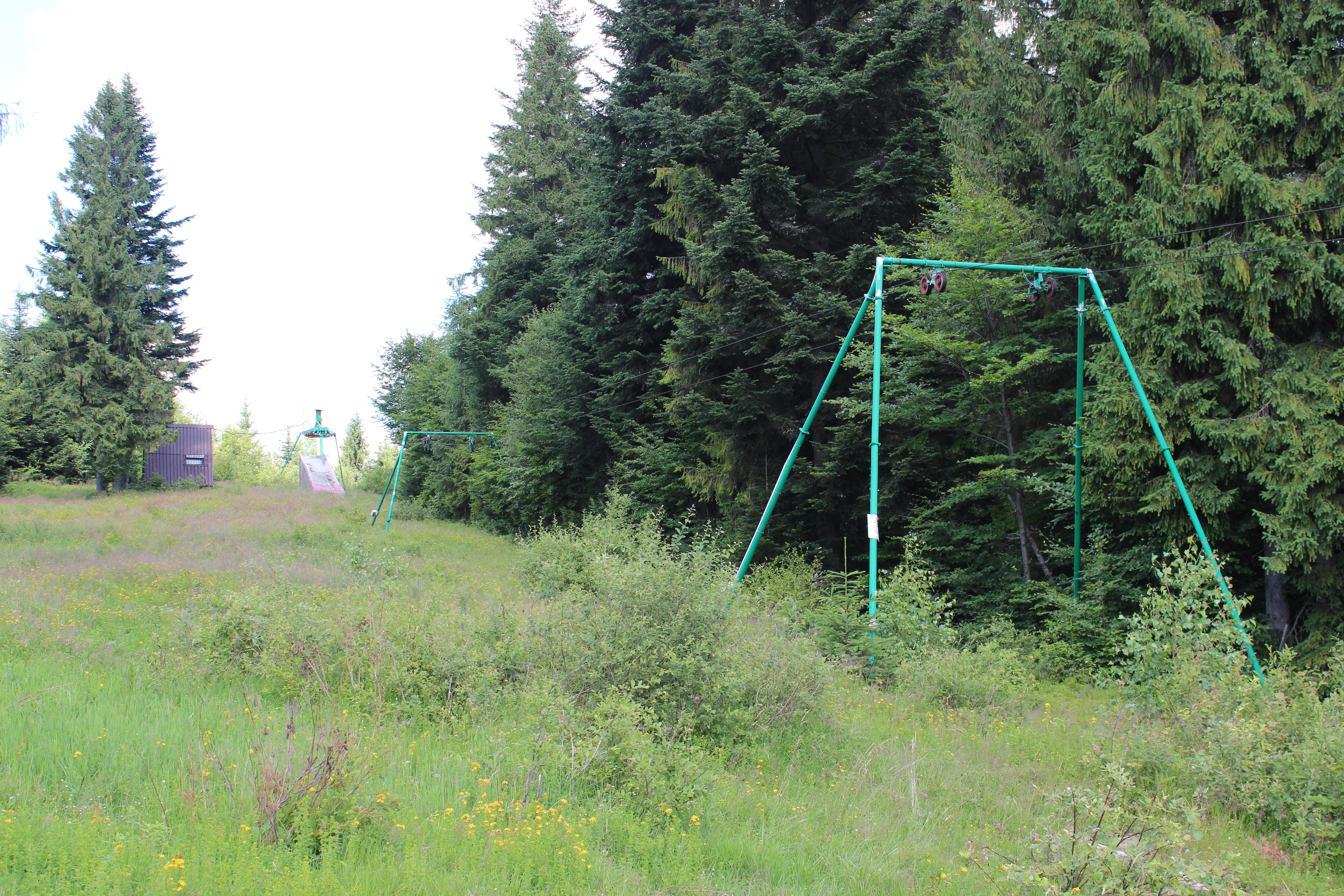
Wyciąg narciarski na górze
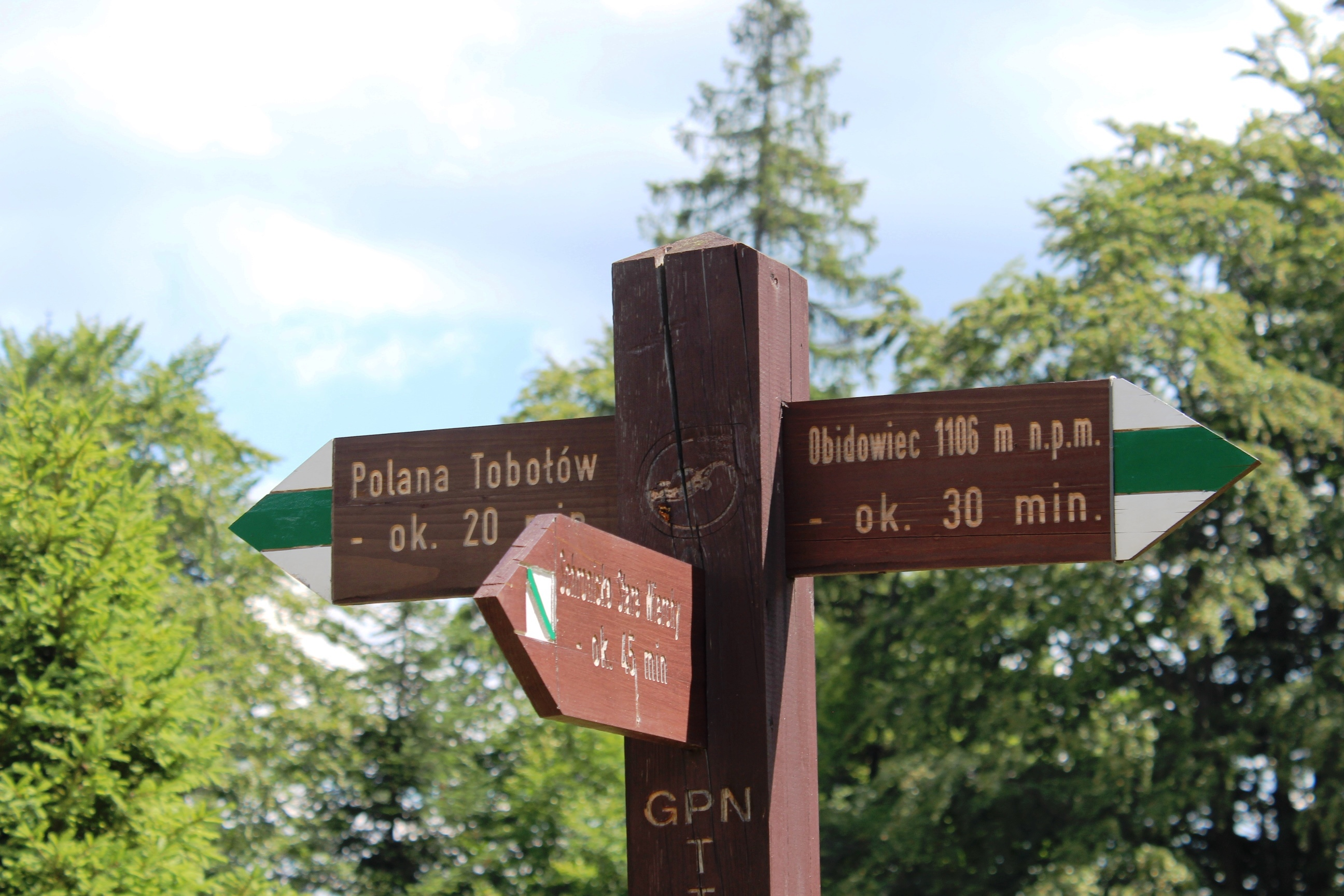
Drogowskaz turystyczny na zielonym szlaku
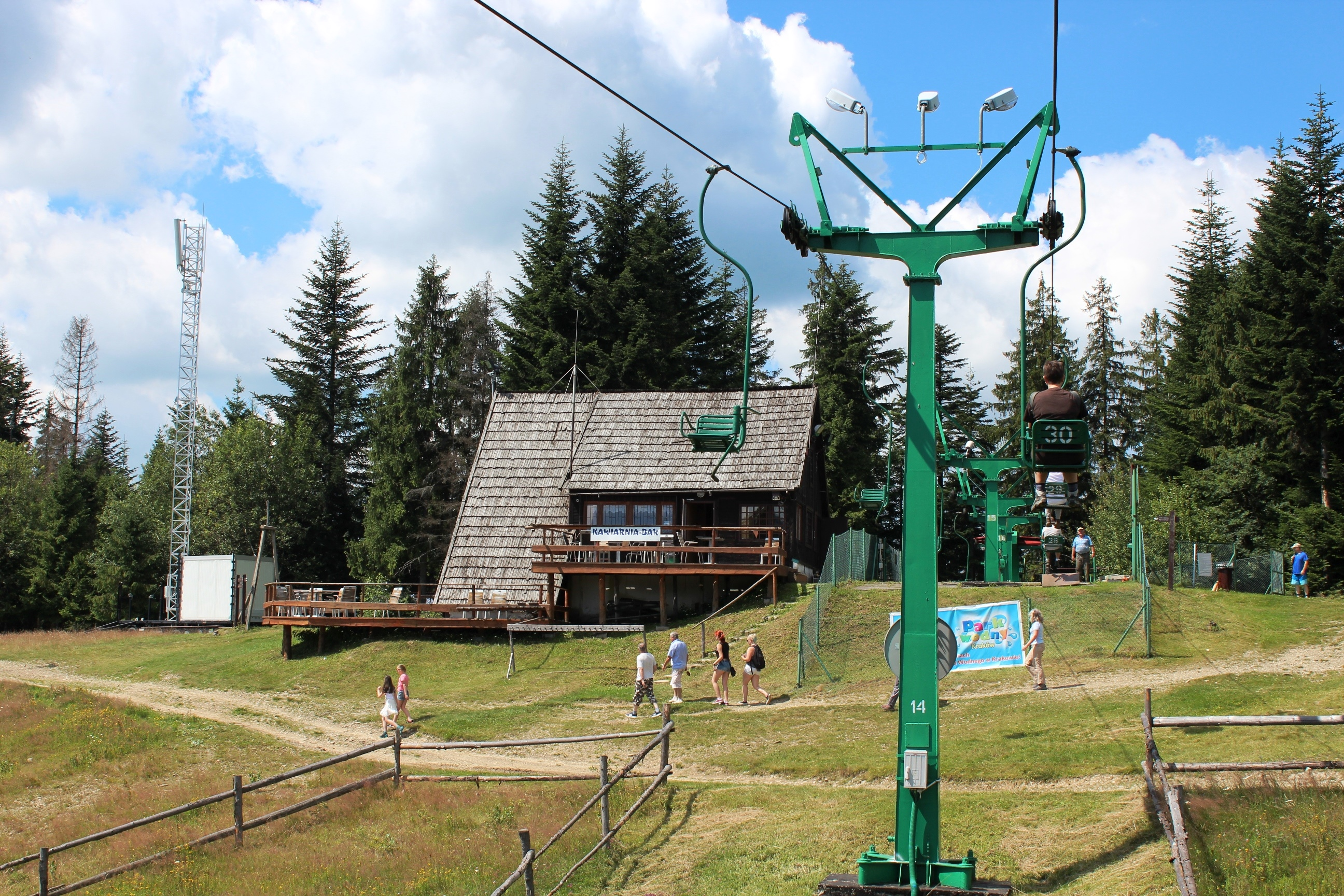
Dojazd do górnej stacji kolei krzesełkowej „Tobołów”
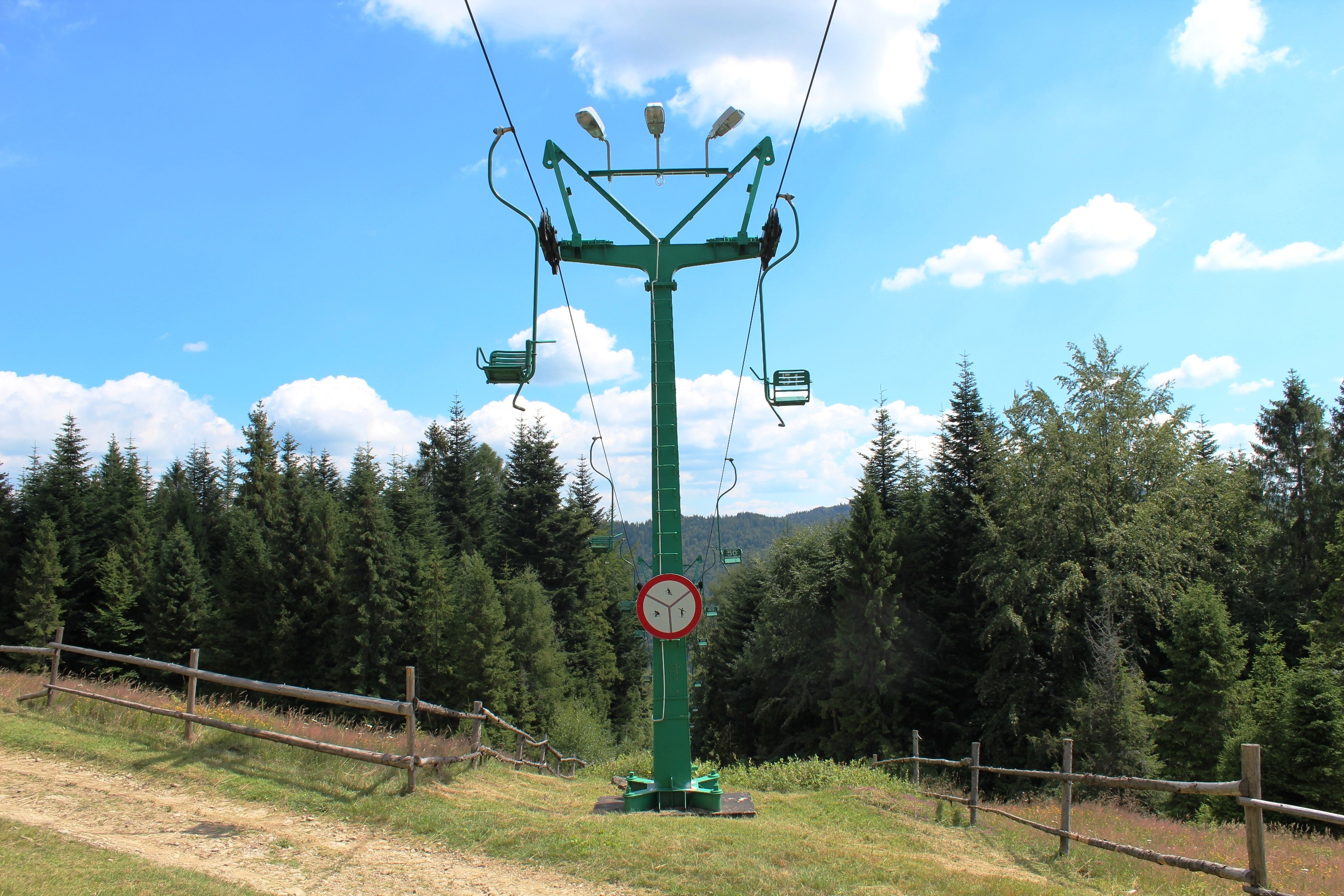
Zjazd z górnej stacji kolei
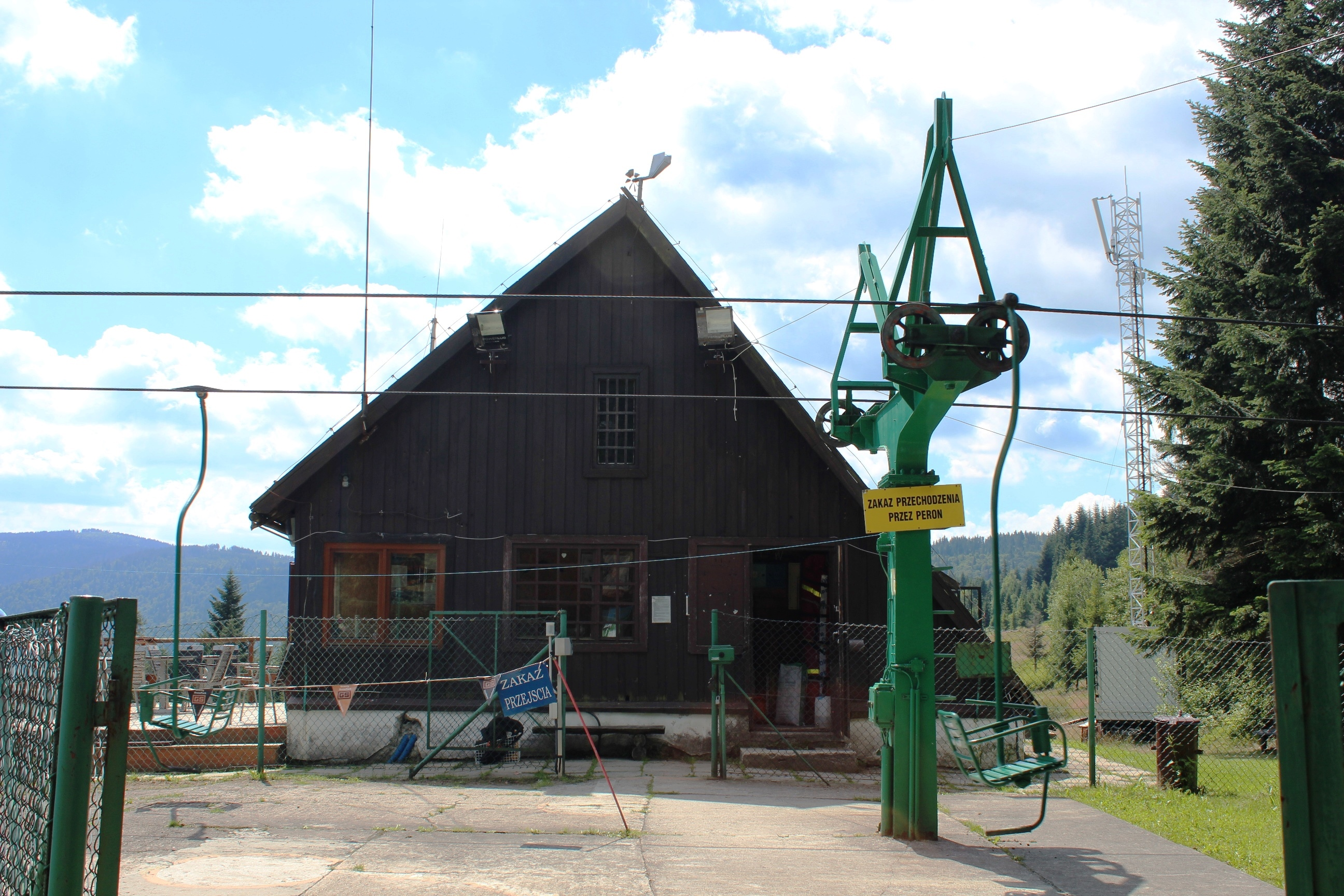
Budynek górnej stacji kolei
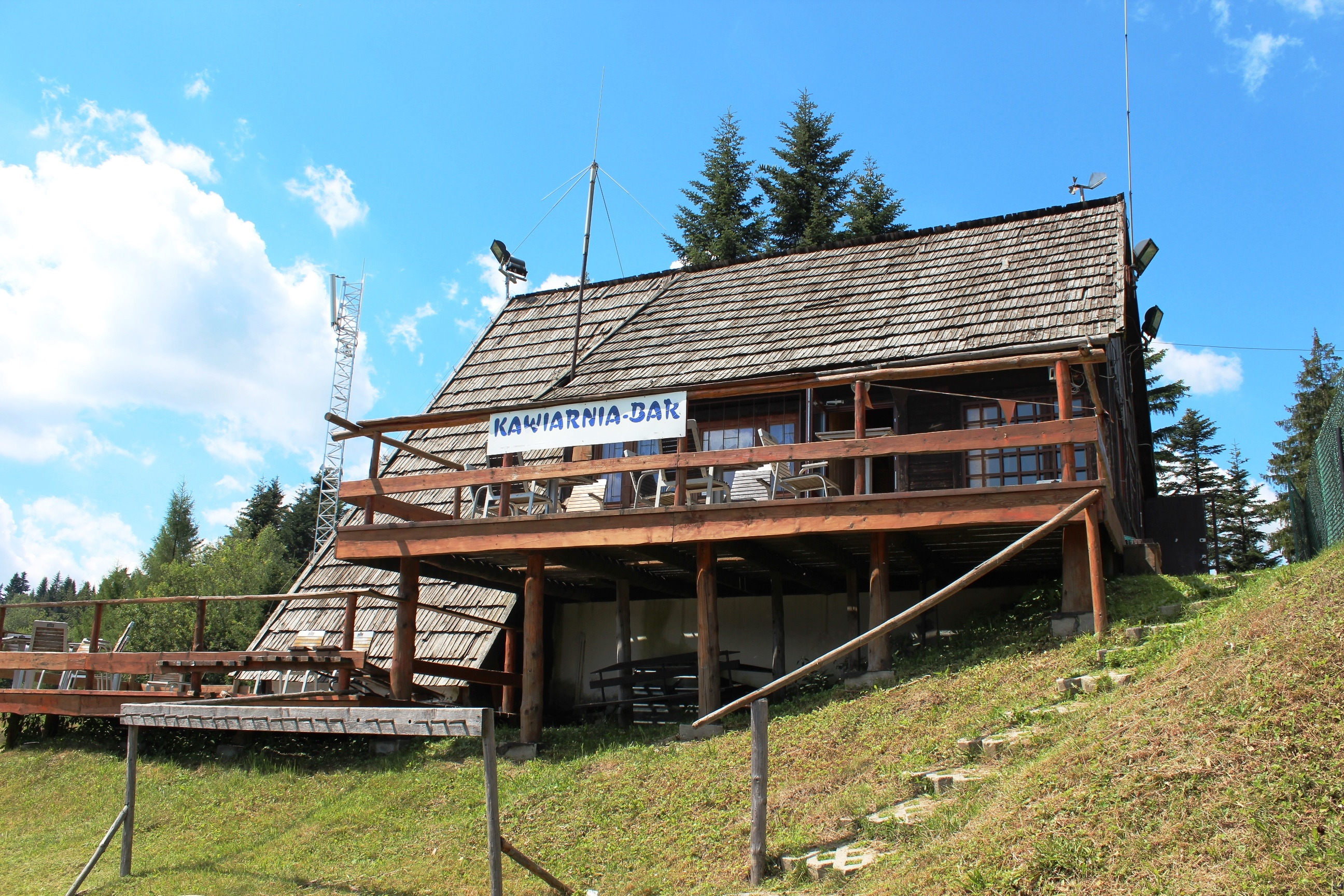
Kawiarnia w budynku górnej stacji kolei
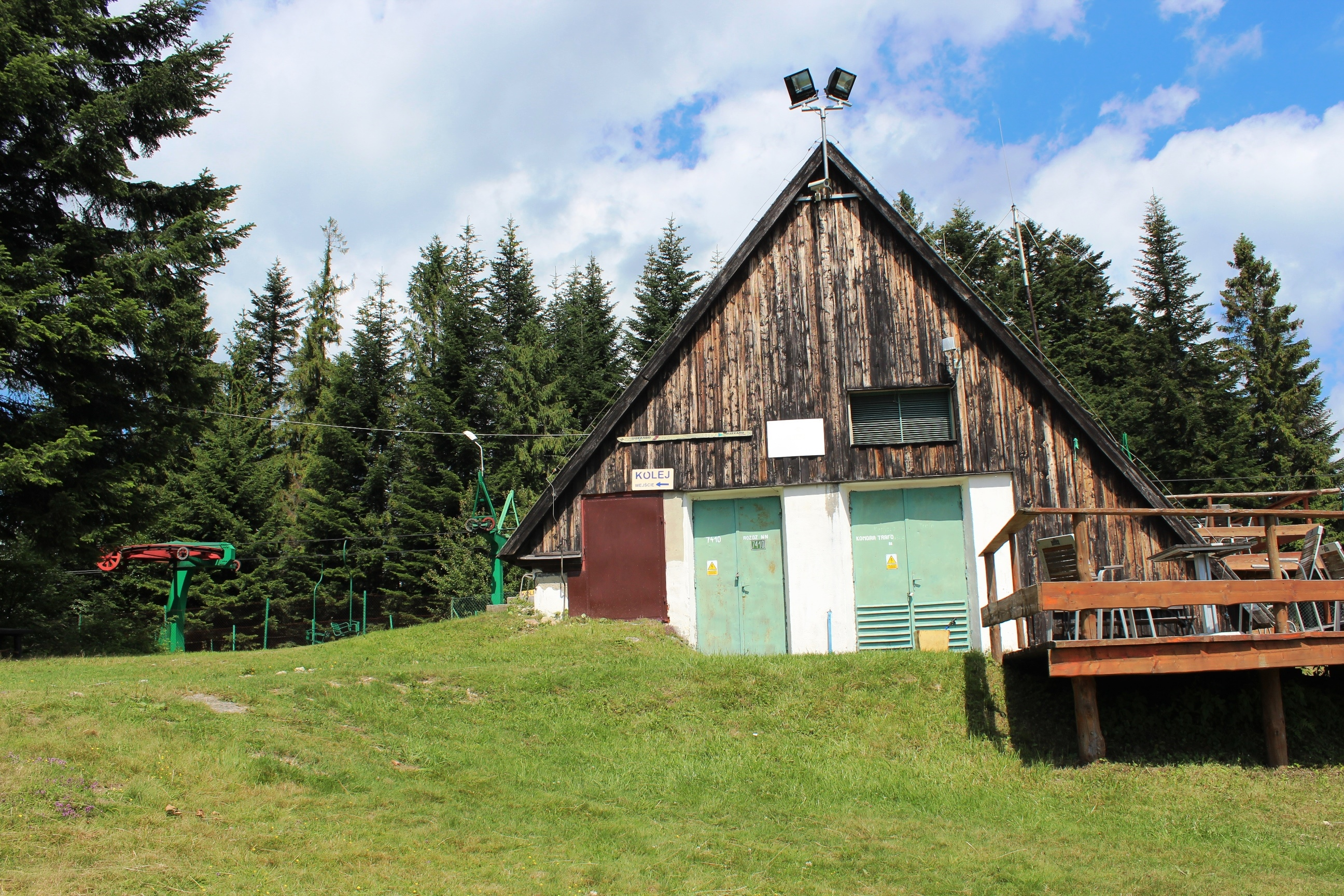
Część techniczna budynku górnej stacji kolei